# Eriauchenus
Genre
Synonymes
- Eriauchenius O. Pickard-Cambridge, 1881

Eriauchenus est un genre d'araignées aranéomorphes de la famille des Archaeidae.

## Distribution
Les espèces de ce genre sont endémiques de Madagascar.

## Liste des espèces
Selon World Spider Catalog (version 21.5, 18/08/2020) :
- Eriauchenus andriamanelo Wood & Scharff, 2018
- Eriauchenus andrianampoinimerina Wood & Scharff, 2018
- Eriauchenus bourgini (Millot, 1948)
- Eriauchenus fisheri (Lotz, 2003)
- Eriauchenus goodmani Wood & Scharff, 2018
- Eriauchenus harveyi Wood & Scharff, 2018
- Eriauchenus lukemacaulayi Wood & Scharff, 2018
- Eriauchenus mahariraensis (Lotz, 2003)
- Eriauchenus milajaneae Wood & Scharff, 2018
- Eriauchenus milloti Wood & Scharff, 2018
- Eriauchenus pauliani (Legendre, 1970)
- Eriauchenus rafohy Wood & Scharff, 2018
- Eriauchenus ranavalona Wood & Scharff, 2018
- Eriauchenus rangita Wood & Scharff, 2018
- Eriauchenus ratsirarsoni (Lotz, 2003)
- Eriauchenus rixi Wood & Scharff, 2018
- Eriauchenus sama Wood & Scharff, 2018
- Eriauchenus workmani O. Pickard-Cambridge, 1881
- Eriauchenus wunderlichi Wood & Scharff, 2018
- Eriauchenus zirafy Wood & Scharff, 2018

## Publication originale
- O. Pickard-Cambridge, 1881 : « On some new genera and species of Araneidea. » Proceedings of the Zoological Society of London, vol. 1881, p. 765-775 (texte intégral).